# Бизускио
Бизу̀скио (на италиански: Bisuschio; на ломбардски: Bisüsc, Бизюск) е малко градче и община в Северна Италия, провинция Варезе, регион Ломбардия. Разположено е на 370 m надморска височина. Населението на общината е 4341 души (към 2017 г.).